# Волоцкой переулок
Волоцко́й переулок — переулок в Северо-Западном административном округе города Москвы на территории района Митино.
Назван 10 сентября 1996 года по проходившей здесь до XIX века Волоцкой дороге, шедшей к Волоку Ламскому. Знаменитая ладья на колесах изображена на гербе Митино. Во времена великих торговых путей на территории реки Барышихи проходил сухопутный путь, по которому купцы волоком тянули свои каравеллы от Москва-реки к реке Клязьма и обратно. Попутный ветер оказывал огромную помощь в транспортировке, колеса также хорошо служили на пересеченной местности. Но когда было нужно, купцы сами впрягались в волокуши и тянули свои корабли к месту назначения.
 Переулок расположен между 1-м Пенягинским проездом и улицей Генерала Белобородова.

## Здания, учреждения и организации
- № 7 — Автотехцентр «ЯузаМоторс»
- № 7, корп 1 — 17-этажный жилой панельный дом серии П-3
- № 13, корп 1 — 17-этажный жилой панельный дом серии П-3
- № 13, корп 2 — 17-этажный жилой панельный дом серии П-3; Общественный пункт охраны порядка
- № 15, корп 1 — детский сад № 2719
- № 15, корп 2 — Государственный театральный колледж им.Л. А. Филатова; театр «Монотон»